# Charles Dinarello
Charles Dinarello (Boston, 22 de abril de 1943) é um médico estadunidense, pesquisador desde a metade da década de 1970 pesquisador na área da citocina, em especial a interleucina 1 e o fator de necrose tumoral.

## Condecorações
- 1993 Prêmio Ernst Jung
- 2009 Prêmio Centro Médico Albany[1]
- 2009 Prêmio Crafoord
- 2010 Prêmio Paul Ehrlich e Ludwig Darmstaedter[2]